# Believe in Nothing
Believe in Nothing es el octavo disco de la banda Paradise Lost. Está circunscrito dentro de lo que es el metal alternativo, más pesado y orgánico que su anterior álbum, pero aun así sigue siendo el disco con el sonido más comercial de toda la banda, ya que el género anterior dicho estaba en un gran apogeo.

## Lista de canciones
1. "I Am Nothing" – 4:01
2. "Mouth" – 3:45
3. "Fader" – 3:57
4. "Look At Me Now" – 3:38
5. "Illumination" – 4:31
6. "Something Real" – 3:35
7. "Divided" – 3:27
8. "Sell It To The World" – 3:11
9. "Never Again" – 4:38
10. "Control" – 3:29
11. "No Reason" – 3:14
12. "World Pretending" – 4:28

Canciones adicionales de la edición japonesa
1. Sway
2. Gone
3. Waiting For God

## Créditos
- Nick Holmes - Voz
- Gregor Mackintosh - Guitarra, Teclados, Programación, Arreglos de cuerda
- Aaron Aedy - Guitarra
- Stephen Edmondson - Bajo
- Lee Morris - Batería

Créditos adicionales
- Dinah Beamish - Chelo
- Jacqueline Norrie - Violín
- Clare Finnimore - Viola
- Sophie Harris - Chelo
- Claire Orsler - Viola
- Sally Herbert - Violín, Arreglos de cuerda
- John Fryer - Programación

- Datos: Q815613